# Istoria literaturii române de la origini până în prezent
Istoria literaturii române de la origini până în prezent este o sinteză de istorie literară, publicată de George Călinescu în 1941. Abordează literatura autohtonă până la anul 1941. A apărut la Editura Fundațiilor Regale.

## Ediții
De asemenea, a fost restrânsă în volumul cartonat Istoria literaturii române. Compendiu (1945), apărut la Editura „Națională-Mecu”.
A fost retipărită într-o variantă addenda de Editura Nagard de la Milano în 1980, cu acordul și prefață de Alice Vera Călinescu.
Cartea a fost reeditată la Editura Minerva în 1982 (ediția a II-a), 1985, 1988.
În 1989 a apărut o versiune engleză la Editura „Unesco/Nagard”. 
Această lucrare a fost succedată de un al doilea volum de specialitate – Istoria literaturii române contemporane (1941-2000), de Alex Ștefănescu. 